# Srednja Jurkovica
Srednja Jurkovica (szerbül: Средња Јурковица), falu Gradiška községben, Bosznia-Hercegovinában, Bosanska krajina területén, a Szerb Köztársaságban. 

## Fekvése
Bosznia-Hercegovina északi részén, Banja Lukától légvonalban 22, közúton 43 km-re északra, községközpontjától légvonalban 18, közúton 26 km-re délre, 150-210 méteres magasságban, a Jurkovica-folyótól északra és nyugatra található dombvidéken fekszik. Nevét az azonos nevű Jurkovica-folyóról kapta, amely három településen (Gornja, Donja és Srednja Jurkovica) folyik keresztül. A Jurkovica a Kozara lejtőin eredő két patak összefolyásából jön létre, melyek, amikor a hó elolvad, felduzzadnak és a Mračaj forrásához zúdulnak, ahonnan Jurkovicát alkotják.

## Népessége
| Nemzetiségi csoport | Népesség 1991 | Népesség 2013 |
| ------------------- | ------------- | ------------- |
| Szerb               | 213           | 149           |
| Bosnyák             | 0             | 0             |
| Horvát              | 1             | 0             |
| Jugoszláv           | 0             | 0             |
| Egyéb               | 2             | 3             |
| Összesen            | 216           | 152           |

## Története
A település területe Turjak község részeként 1878-ig tartozott az Oszmán Birodalomhoz, ekkor a berlini kongresszus határozata alapján az Osztrák-Magyar Monarchia része lett. A monarchia szétesésével 1918-ban előbb a Szerb-Horvát-Szlovén Királyság, majd 1929-től a Jugoszláv Királyság része. Jugoszlávia megszállása után a település a Független Horvát Állam (NDH) része lett. A falu 1945-től a szocialista Jugoszlávia része volt. A boszniai háború idején a település a Boszniai Szerb Köztársaság része volt. A daytoni békeszerződést követő területfelosztásnál a település Bosanska Gradiška község részeként a Szerb Köztársaság területéhez került. 